# Terremoto de Catamarca de 1898
El Terremoto de Catamarca de 1898 fue un terremoto, movimiento sísmico que ocurrió el 5 de febrero de 1898, a las 00:57 UTC-3 (Hora Local Argentina + 3), en la localidad de Pomán, provincia de Catamarca, Argentina. 
Tuvo su epicentro en las coordenadas geográficas 28°45′S 66°15′O / -28.750, -66.250
La magnitud estimada fue de 6,4 en la escala de Richter, a una profundidad de 30 km;  y de una intensidad de "grado VIII"  en la escala de Mercalli.
Afectó destruyendo la localidad de Pomán, provincia de Catamarca, y a los pueblos de Saujil y Mutquín. Sólo hubo heridos y contusos.